# Parvarchaeales
Parvarchaeales o Parvarchaeota son un orden candidato de arqueas pertenecientes a los organismos ARMAN. Se han descubierto en las aguas ácidas de drenaje de una mina y posteriormente en sedimentos marinos. Las células de estos organismos son extremadamente pequeñas en consonancia con reducidos genomas. Las técnicas metagenómicas permiten obtener secuencias genómicas de organismos no cultivados, las cuales fueron aplicadas para determinar este grupo candidato. Son simbiontes obligados de los termoplamatos.
La especie tipo es Candidatus Parvarchaeum acidiphilum (ARMAN-4). Presentan células de muy pequeño tamaño, en torno a 400-500 nm y genomas reducidos compuestos por unos 1000 genes. Una arquea de tamaño similar que ha sido encontrada en los mismos ambientes ácidos es Candidatus Microarcheum, del filo Micrarchaeota (ARMAN-2).